# Бесемер Сити (Северна Каролина)
Бесемер Сити (енгл. Bessemer City) град је у америчкој савезној држави Северна Каролина.

## Демографија
По попису из 2010. године број становника је 5.340, што је 221 (4,3%) становника више него 2000. године.
| Група             | 2000.         | 2010.         |
| Белци             | 4.173 (81,5%) | 4.167 (78,0%) |
| Афроамериканци    | 687 (13,4%)   | 771 (14,4%)   |
| Азијати           | 30 (0,6%)     | 35 (0,7%)     |
| Хиспаноамериканци | 179 (3,5%)    | 273 (5,1%)    |
| Укупно            | 5.119         | 5.340         |